# Purvciems
Purvciems er en af Rigas 47 bydele (lettisk: apkaime, sing.). Purvciems har 61.609 indbyggere og dets areal udgør 501,70 hektar, hvilket giver en befolkningstæthed på 123 indbyggere per hektar.

## Eksterne kildehenvisninger
- Apkaimes – Rigas bydelsprojekt